# Auguste Henri Ponsot
Auguste Henri Ponsot (francès: Henri Ponsot)  (Bolonya, 2 de març de 1877 - 1 de març de 1963) fou un diplomàtic francès.
Va entrar a la carrera diplomàtica l'any 1903.
Després d'haver estat destinat a Siam, a Berlín i al Canadà, fou nomenat secretari general del govern tunisià l'any 1922. Cridat a la Sots-Direcció d'Afers d'Àfrica, negocia amb Espanya una entesa per una acció comuna al Marroc i va dirigir les converses d'Oujda (maig 1925). Esdevingué a continuació alt comissionat de França al Llevant de l'agost de 1926 al juliol de 1933, amb seu a Beirut, a continuació resident general de França al Marroc d'agost de 1933 a març de 1936. Remata llavors l'obra de pacificació assegurant les connexions permanents amb Mauritània, prosseguí l'equipament industrial del país i procedí a les primeres disposicions de la tarifa duanera. Fou nomenat ambaixador de França el 1934 i, de març 1936 a octubre 1938, ambaixador de França a Turquia. Posats llavors en jubilació forçosa per Alexis Lleuger per permetre al Quay d'Orsay de trobar a Ankara una nova destinació a l'ambaixador de França que havia estat desallotjat de la plaça de Viena a Àustria per l'Anschluss, fou consultat durant l'ocupació pel grup de resistents portat per Jean Chauvel. A l'Alliberament, Chauvel el nomena a Ginebra per participar en la creació de l'Alt Comissariat pels refugiats. S'hi quedarà diversos anys, fins a la seva jubilació definitiva.